# Phanar Grieks Orthodox College

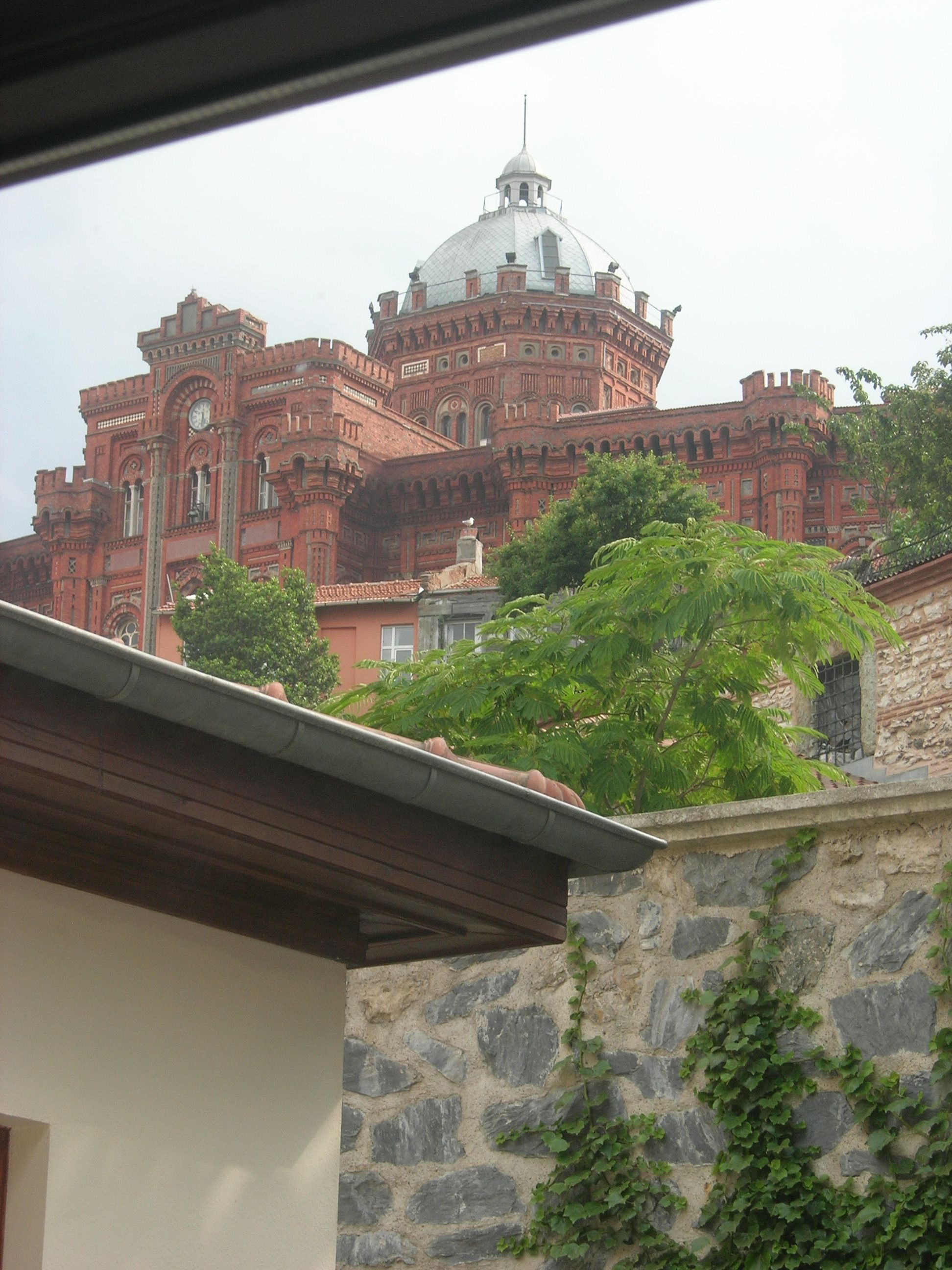
Het college vanuit Vodina Caddesi

Het Phanar Grieks Orthodox College (Turks: Özel Fener Rum Lisesi, Grieks: Μεγάλη του Γένους Σχολή) is een gebouw in Istanbul. Het is gelegen aan de Fener (Grieks: Phanar) en kwam zo aan zijn naam.
Het college werd opgericht 1454 door Matheos Kamariotis en werd een eliteschool voor Griekse families die in het Ottomaanse Rijk leefden en ook vooraanstaande Ottomaanse families.
Het huidige gebouw werd ontworpen door architect Konstantinos Dimadis en werd gebouwd tussen 1881 en 1883 in eclectische stijl.
Het rode gebouw valt op aan de flanken tussen de verouderde achterbuurt.
Dimitrie Cantemir studeerde hier af.

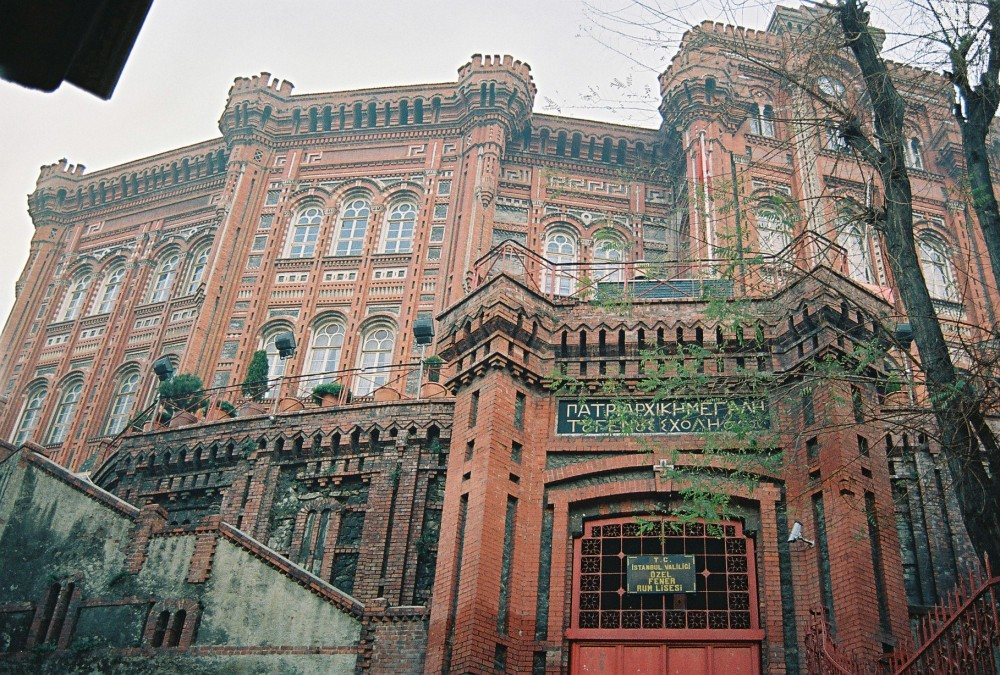
Close-up van het college